# Tekkeköy
Tekkeköy là một huyện thuộc tỉnh Samsun, Thổ Nhĩ Kỳ. Huyện có diện tích 316 km² và dân số thời điểm năm 2007 là 49046 người, mật độ 155 người/km².